# La pensadora

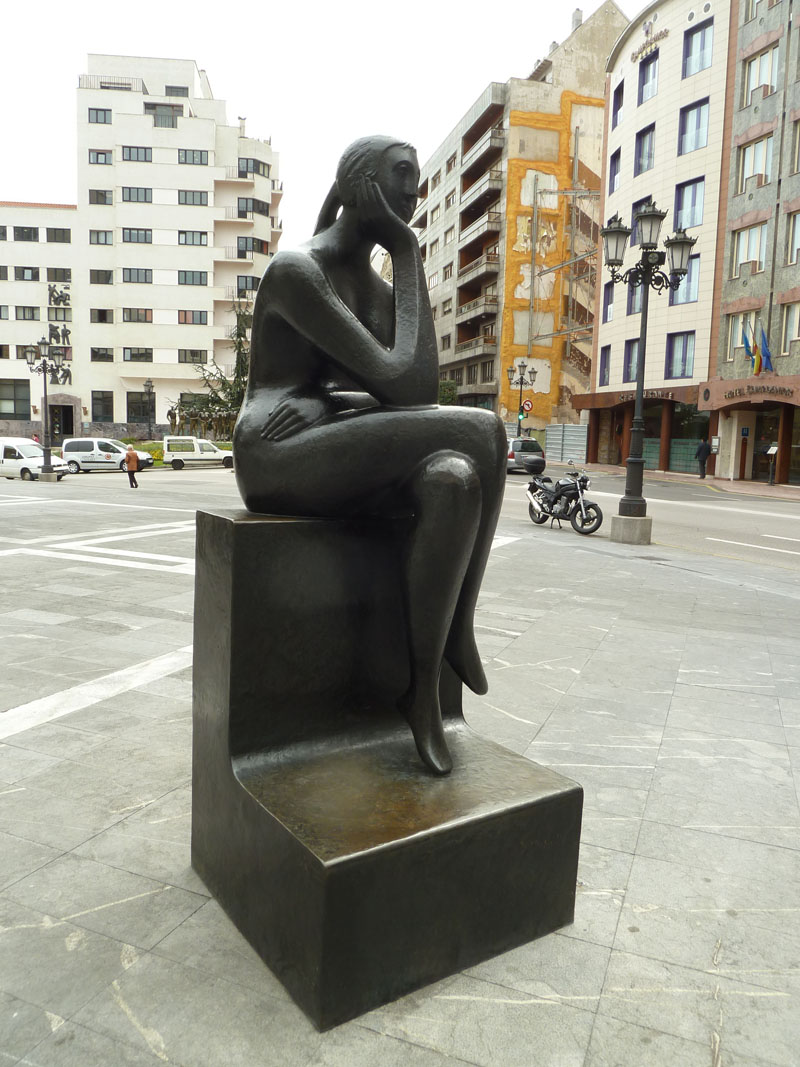
La pensadora.

La escultura urbana conocida por el nombre La pensadora, ubicada en la calle Argüelles, aledaños del Teatro Campoamor, en la ciudad de Oviedo, Principado de Asturias, España, es una de las más de un centenar que adornan las calles de la mencionada ciudad española.
El paisaje urbano de esta ciudad se ve adornado por obras escultóricas, generalmente monumentos conmemorativos dedicados a personajes de especial relevancia en un primer momento, y más puramente artísticas desde finales del siglo XX.
La escultura, hecha en bronce, es obra de José Luis Fernández, y está datada según autores en 1968 o en 1976. En 1976 (Casaprima en su obra “Escultura Pública en Oviedo” fecha la obra en 1968), José Luis Fernández talló en madera, en pequeñas dimensiones una escultura a la que llamó "Mujer Sentada", y que estuvo expuesta en Oviedo en la exposición "José Luis Fernández. 30 años de escultura". Esta obra puede considerarse como el antecedente de esta la escultura que se encuentra cerca del Teatro Campoamor.